# Gare de Ledegem-Dadizele
La gare de Ledegem-Dadizele est une ancienne gare ferroviaire belge de la ligne 65, de Roulers à Ménin située sur le territoire de la commune de Ledeghem, dans la province de Flandre-Occidentale, en Région flamande.
La gare ferme aux voyageurs 1950 et aux marchandises en 1975.

## Situation ferroviaire
Établie à 22 m d'altitude, la gare de Beitem était située au point kilométrique (PK) 12.6 de la ligne 65, de Y Meiboom à Ménin (frontière) en direction d'Halluin. Elle se situait entre la halte de Beitem et le point d'arrêt de Kezelberg.

## Histoire
La station de Ledeghem-Dadizeele est mise en service le 14 octobre 1889 lorsque la Société des chemins de fer de la Flandre-Occidentale (FO) met en service la ligne de Roulers à Ménin. La compagnie est nationalisée en 1907 par les Chemins de fer de l' État belge qui mentionnent que la gare est ouverte aux marchandises des tarifs no  1, 2, 3 et 4 ; aux chevaux et bestiaux, équipages et tapissières (véhicules routiers).
Son nom francisé est remplacé par Ledegem-Dadizele en 1938.
Le service des trains de voyageurs sur la ligne 65 est supprimé le 8 octobre 1950 par la SNCB. La gare de Ledegem reste desservie par des trains de marchandises jusqu'en 1975. La voie est démantelée trois ans plus tard.

## Patrimoine ferroviaire
Le bâtiment des recettes a été reconverti en habitations. Construit par la Compagnie des chemins de fer de la Flandre-Occidentale, il possède quelques ressemblances avec le bâtiment de la gare de Gits avec un corps central de trois travées, sous un toit à croupes, encadré par deux ailes basses symétriques. La différence réside dans la superficie de la partie centrale et dans l'aspect de sa façade, qui possède à chaque étage cinq portes ou fenêtres groupées côté voies, contre quatre séparées par des pilastres à Gits. À Ledegem, les décorations de façade en briques différent également, tout comme le nombre de travées des ailes latérales, côté rue, deux contre trois donnant sur l'ancien quai de la gare.
Sa transformation en habitations s'est accompagnée d'un réaménagement des façades des ailes latérales avec des fenêtres plus nombreuses et carrées. Les combles du corps central ont également été aménagées.